# Circondario del Reno-Berg
Il circondario del Reno-Berg (in tedesco Rheinisch-Bergischer Kreis) è un circondario della Renania Settentrionale-Vestfalia di 283 271 abitanti, che ha come capoluogo Bergisch Gladbach (31 dicembre 2019).

## Città e comuni
Fanno parte del circondario otto comuni di cui sei sono classificati come città (Stadt). Una delle città è classificata come grande città di circondario (Große kreisangehörige Stadt) e quattro sono classificate come media città di circondario (Mittlere kreisangehörige Stadt).
(Abitanti al 31 dicembre 2021)
Città
1. Bergisch Gladbach, grande città di circondario (111 645)
2. Burscheid (18 681)
3. Leichlingen (Rheinland), media città di circondario (27 868)
4. Overath, media città di circondario (27 148)
5. Rösrath, media città di circondario (28 712)
6. Wermelskirchen, media città di circondario (34 480)

Comuni
1. Kürten (19 832)
2. Odenthal (15 063)